# الانکوی، گوینوک
الانکوی، گوینوک (به لاتین: Alanköy, Göynük) یک منطقهٔ مسکونی در ترکیه است که در استان بولی واقع شده‌است.

## خصوصیات
الانکوی ۱۵۶ نفر جمعیت دارد.